# Губник (Ладыжинский городской совет)
Губник (укр. Губник) — посёлок, входит в Ладыжинский городской совет Винницкой области Украины.
Население по переписи 2001 года составляло 367 человек. Почтовый индекс — 24324. Телефонный код — 4343. Занимает площадь 0,56 км². Код КОАТУУ — 510690001.

## Местный совет
24321, Вінницька обл., м.Ладижин, вул.П.Кравчика,4  (укр.)